# Campeonato Mundial de Halterofilismo de 2018 - Mais de 87 kg feminino
A categoria mais de 87 kg feminino foi um evento do Campeonato Mundial de Halterofilismo de 2018, disputado na Arena de Halterofilismo de Asgabade, em Asgabade, no Turquemenistão, entre 9 e 10 de novembro de 2018. 

## Calendário
Horário local (UTC+5)
| Dia            | Horário | Fase    |
| -------------- | ------- | ------- |
| 9 de novembro  | 10:00   | Grupo C |
| 10 de novembro | 10:00   | Grupo B |
| 10 de novembro | 14:25   | Grupo A |

## Medalhistas
| Evento    | Ouro                    | Ouro   | Prata             | Prata  | Bronze              | Bronze |
| --------- | ----------------------- | ------ | ----------------- | ------ | ------------------- | ------ |
| Arranque  | Tatiana Kashirina (RUS) | 145 kg | Meng Suping (CHN) | 143 kg | Kim Kuk-hyang (PRK) | 130 kg |
| Arremesso | Tatiana Kashirina (RUS) | 185 kg | Meng Suping (CHN) | 184 kg | Kim Kuk-hyang (PRK) | 165 kg |
| Total     | Tatiana Kashirina (RUS) | 330 kg | Meng Suping (CHN) | 327 kg | Kim Kuk-hyang (PRK) | 295 kg |

## Recordes
Antes desta competição, o recorde mundial da prova era o seguinte:
| Recorde         | Tipo      | Atleta         | Peso   | Local | Data                  |
| Recorde Mundial | Arranque  | Padrão mundial | 143 kg |       | 1 de novembro de 2018 |
| Recorde Mundial | Arremesso | Padrão mundial | 177 kg |       | 1 de novembro de 2018 |
| Recorde Mundial | Total     | Padrão mundial | 320 kg |       | 1 de novembro de 2018 |

Os seguintes novos recordes foram estabelecidos durante esta competição.
| Arranque  | 145 kg | Tatiana Kashirina (RUS) | Recorde mundial |
| Arremesso | 178 kg | Tatiana Kashirina (RUS) | Recorde mundial |
| Arremesso | 182 kg | Tatiana Kashirina (RUS) | Recorde mundial |
| Arremesso | 184 kg | Meng Suping (CHN)       | Recorde mundial |
| Arremesso | 185 kg | Tatiana Kashirina (RUS) | Recorde mundial |
| Total     | 323 kg | Tatiana Kashirina (RUS) | Recorde mundial |
| Total     | 327 kg | Tatiana Kashirina (RUS) | Recorde mundial |
| Total     | 330 kg | Tatiana Kashirina (RUS) | Recorde mundial |

## Resultado
Os resultados foram os seguintes. 
| Pos.              | Atleta                        | Grupo | Arranque (kg) | Arranque (kg) | Arranque (kg) | Arranque (kg)     | Arremesso (kg) | Arremesso (kg) | Arremesso (kg) | Arremesso (kg)    | Total |
| Pos.              | Atleta                        | Grupo | 1             | 2             | 3             | Resultado         | 1              | 2              | 3              | Resultado         | Total |
| ----------------- | ----------------------------- | ----- | ------------- | ------------- | ------------- | ----------------- | -------------- | -------------- | -------------- | ----------------- | ----- |
| Medalha de ouro   | Tatiana Kashirina (RUS)       | A     | 140           | 145           | 145           | Medalha de ouro   | 178            | 182            | 185            | Medalha de ouro   | 330   |
| Medalha de prata  | Meng Suping (CHN)             | A     | 135           | 140           | 143           | Medalha de prata  | 175            | 184            | 188            | Medalha de prata  | 327   |
| Medalha de bronze | Kim Kuk-hyang (PRK)           | A     | 123           | 126           | 130           | Medalha de bronze | 160            | 165            | 168            | Medalha de bronze | 295   |
| 4                 | Sarah Robles (USA)            | A     | 120           | 125           | 128           | 4                 | 154            | 159            | 162            | 4                 | 290   |
| 5                 | Lee Hui-sol (KOR)             | B     | 115           | 120           | 125           | 7                 | 145            | 145            | 152            | 5                 | 272   |
| 6                 | Anastasiya Lysenko (UKR)      | B     | 115           | 119           | 119           | 8                 | 140            | 145            | 148            | 8                 | 267   |
| 7                 | Shaimaa Khalaf (EGY)          | A     | 110           | 115           | 117           | 9                 | 150            | 152            | 152            | 7                 | 267   |
| 8                 | Son Young-hee (KOR)           | A     | 115           | 115           | 123           | 11                | 152            | 158            | 159            | 6                 | 267   |
| 9                 | Tania Mascorro (MEX)          | B     | 118           | 121           | 125           | 6                 | 145            | 145            | 145            | 10                | 266   |
| 10                | Verónica Saladín (DOM)        | A     | 118           | 122           | 126           | 5                 | 142            | 146            | 146            | 12                | 264   |
| 11                | Lisseth Ayoví (ECU)           | B     | 110           | 115           | 116           | 10                | 140            | 145            | 145            | 14                | 256   |
| 12                | Nurul Akmal (INA)             | B     | 105           | 110           | 110           | 16                | 138            | 143            | 146            | 9                 | 251   |
| 13                | Iuniarra Sipaia (SAM)         | B     | 102           | 107           | 111           | 14                | 135            | 140            | 143            | 11                | 250   |
| 14                | Emily Campbell (GBR)          | C     | 104           | 108           | 111           | 12                | 136            | 140            | 143            | 13                | 248   |
| 15                | Alexandra Aborneva (KAZ)      | C     | 100           | 105           | 108           | 15                | 130            | 135            | 135            | 16                | 240   |
| 16                | Arpine Dalalyan (ARM)         | C     | 94            | 97            | 101           | 19                | 130            | 138            | 141            | 15                | 239   |
| 17                | Aizada Muptilda (KAZ)         | C     | 100           | 105           | 108           | 13                | 130            | 135            | 135            | 18                | 238   |
| 18                | Aleksandra Mierzejewska (POL) | B     | 100           | 105           | 105           | 17                | 125            | 130            | 135            | 19                | 235   |
| 19                | Magdalena Karolak (POL)       | B     | 100           | 104           | 106           | 18                | 127            | 132            | 132            | 21                | 231   |
| 20                | Zeng Ya-li (TPE)              | C     | 90            | 95            | 95            | 22                | 125            | 130            | 134            | 17                | 229   |
| 21                | Kuinini Manumua (TGA)         | C     | 98            | 98            | 98            | 21                | 125            | 129            | 132            | 20                | 227   |
| 22                | Melike Günal (TUR)            | C     | 95            | 100           | 100           | 20                | 123            | 128            | 129            | 22                | 223   |
| 23                | Tereza Králová (CZE)          | C     | 76            | 79            | 80            | 23                | 87             | 91             | 94             | 23                | 170   |
| DSQ               | Duangaksorn Chaidee (THA)     | A     | 120           | 125           | 129           | —                 | 162            | 167            | 170            | —                 | —     |
| DSQ               | Chitchanok Pulsabsakul (THA)  | B     | 120           | 125           | 127           | —                 | 144            | 147            | 153            | —                 | —     |